# Paranemertes californica
Paranemertes californica är en djurart som tillhör fylumet slemmaskar, och som beskrevs av Ernest F. Coe 1904. Paranemertes californica ingår i släktet Paranemertes och familjen Emplectonematidae. Inga underarter finns listade i Catalogue of Life.